# Violinsonate Nr. 1 (Brahms)
Die Sonate für Violine und Klavier in G-Dur op. 78 ist das erste eigenständige Werk für diese Instrumente, das Johannes Brahms veröffentlichte. Vorher geschrieben hatte er das Scherzo der F.A.E.-Sonate und unveröffentlichte Violinsonaten, die Robert Schumann 1853 in seinem Aufsatz Neue Bahnen erwähnt hatte. Die G-Dur-Sonate schrieb er im Sommer 1878 und 1879 unmittelbar nach Abschluss des Violinkonzerts in Pörtschach am Wörther See; inhaltlich steht die Sonate aber der zwei Jahre zuvor geschaffenen 2. Sinfonie näher als dem Violinkonzert.

## Aufbau
Brahms verzichtet in der Sonate auf einen zweiten (tänzerischen) Mittelsatz, um der grundlegend dreiteiligen Anlage des Werkganzen Kontur zu geben. Die Außensätze beziehen sich durch Tonhöhe und Rhythmus des Anfangsmotivs deutlich aufeinander und der langsame Mittelsatz ist in sich wiederum dreiteilig.
- 1. Satz, Vivace ma non troppo, G-Dur, 6/4-Takt, 243 Takte
- 2. Satz, Adagio/Più andante, Es-Dur/es-Moll, 2/4-Takt, 123 Takte
- 3. Satz, Allegro molto moderato, g-Moll/G-Dur, 4/4-Takt, 165 Takte

Der Kopfsatz in Sonatenhauptsatzform beginnt mezza voce mit einem punktierten Thema, das den Grundton des Werkes anschlägt und zugleich der Motivkern aller Sätze ist. Auch das Seitenthema steht unter dem Bann des Kernmotivs, schwingt jedoch noch gesanglicher aus.
Schlichter, aber vielleicht noch stärker im Ausdruck wirkt das Adagio mit seinem offenaugigen Thema, der ausgewogenen Stimmführung (die Geige zuweilen zweistimmig) und der Landschaftsstimmung gegen Ende; besonders ergreifend das in diese Pastellzeichnung eingebettete Più andante mit dem rhythmisch zum Trauermarsch umgebildeten Kernmotiv. Bemerkenswert ist die Rolle Clara Schumanns und Felix Schumanns, Brahms’ Patensohn, in der Entstehung dieses Satzes: Mit Brief Clara Schumanns vom 2. Februar 1879 erhielt Brahms die Nachricht vom sich rasch verschlechternden Gesundheitszustandes Felix Schumanns, woraufhin er – der üblicherweise keine Satzfragmente unvollendeter Werke versendete – einen Brief mit dem Anfang (Takt 1–24) des damals noch Adagio espressivo bezeichneten 2. Satzes an Clara Schumann schickte.

„Liebe Clara,
Wenn Du Umstehendes recht langsam spielst sagt es Dir vielleicht deutlicher als ich es sonst könnte wie herzlich ich an Dich u. Felix denke – selbst an seine Geige, die aber wohl ruht.
Für Deinen Brief danke ich von Herzen; ich mochte u. mag nur nicht darum bitten aber es drängt mich imer sehr von Felix zu hören. […]
Was denkst Du u. wohin wohin den Somer? Oder läßt Felix wohl weiter nicht denken? Euch alle ganz von Herzen grüßend. Dein Johannes.
Wenn Dir der inlieg.[ende] kleine Stich nicht ganz besonderes Plaisir macht bitte ich ihn gelegentlich zurückzuschicken oder mir aufzubewahren.“

Der Takt 24, mit dem der mit dem Brief gesendete Ausschnitt des zweiten Satzes endet, unterscheidet sich von der später publizierten Fassung, in welcher ab der zweiten Takthälfte das Più andante mit seinen Trauermarsch-Elementen einsetzt. Womöglich ist dieser Teil des 2. Satzes also erst entstanden, nach dem Brahms vom Tod Felix Schumanns am 16. Februar 1879 erfuhr – ob dem so ist, oder nicht etwa das Più andante bereits im Satzkonzept angelegt war, als Brahms die ersten 24 Takte an Clara Schumann versendete, ist ungeklärt.
Ganz ungewöhnlich ist im 3. Satz das bestimmende g-Moll. Die eigentlich „düstere“ Paralleltonart der Tonika G-Dur trägt eine gelöste, in sich ruhende Stimmung. Ein längerer Mittelabschnitt im subdominanten Es-Dur nimmt noch einmal das Thema des 2. Satzes auf. Tranquillo und noch in Es-Dur kehrt das punktierte Kernmotiv zurück. Più moderato und dolcissimo wendet sich der Satz erst auf den letzten Seiten ins unbeschwerte G-Dur – wiederum mit dem Thema des 2. Satzes. Dabei zitiert Brahms die Melodie seines Liederpaars op. 59/3 (Regenlied) und op. 59/4 (Nachklang). Die 60-jährige Clara schrieb dazu dem 46-jährigen Brahms:

„Nach dem ersten feinen reizenden Satz und dem zweiten kannst Du Dir die Wonne vorstellen, als ich im dritten meine so schwärmerisch geliebte Melodie mit der reizenden Achtel-Bewegung wiederfand! Ich sage meine, weil ich nicht glaube, daß ein Mensch diese Melodie so wonnig und wehmutsvoll empfindet wie ich.“

## Zitate
Über die drei Violinsonaten von Brahms schrieb Otto Emil Schumann:

„Still, innig leuchtend stehen diese Werke vor uns, reife Schöpfungen des gereiften Mannes. Für den Konzertsaal sind sie (bis auf das d-Moll-Werk) auch heute kaum gewonnen. Sie sind und bleiben Hausmusik auf höchster künstlerischer Ebene. Billroth sagte beim Erscheinen einer der Sonaten, daß ihre Empfindungen zu fein, zu wahr und zu warm seien, ihre Innerlichkeit zu herzlich für die Öffentlichkeit. Dieses Urteil gilt – mindestens für zwei der Sonaten – auch heute noch.“

## Ausgaben
- Sonate (G-dur), für Violine und Klavier. Op. 78. Hrsg.: Ossip Schnirlin (= Edition Simrock. Nr. 643). Neue, revidierte Auflage. Simrock, Berlin 1988, OCLC 12940343 (Erstausgabe: B. Schott’s Söhne, 1926).